# Saiga (soort)
De saiga, saïga of saiga-antilope (Saiga tatarica) is een bedreigd evenhoevig zoogdier dat voorkomt op de steppen van Centraal-Azië en het zuiden van Rusland. De saiga valt op door zijn sterk opgezwollen snuit, die doet denken aan een slurfje. Saiga's kwamen tot in de 18e eeuw voor in Oekraïne en stierven in China in de jaren 60 van de twintigste eeuw uit. Er worden doorgaans twee ondersoorten onderscheiden, de Russische saiga (Saiga tatarica tatarica) en de Mongoolse saiga (Saiga tatarica mongolica).

## Beschrijving
De saiga is een middelgrote antilope met dunne, korte poten. De ogen zijn opvallend groot en zwart. De oren zijn vrij klein. Enkel mannetjes dragen hoorns. Deze zijn geringd, liervormig en 22 tot 40 centimeter lang. De hoorns lijken gelig of amberkleurig en doorzichtig. De hoorns van jonge mannetjes hebben zwarte punten. De vacht is dik en wollig. 's Winters is deze dikker en langer, en wit van kleur, 's zomers is deze dunner meer zandkleurig of kaneelbruin, met een lichtere buik. Mannetjes hebben in de winter ook lange wimpers onder de ogen en een donkere kraag om de nek.
De neus is sterk gezwollen met omlaaggerichte neusgaten. De opvallende vorm van de neus wordt veroorzaakt door een blaas in de beide neusholten. Deze blaas filtert fijn stof en zand uit de lucht, die de saiga inademt door de stofwolken die hij veroorzaakt tijdens het rennen en in zandstormen. Ook bevat de blaas slijmvlies, die de extreem koude lucht in de winter verwarmt en vochtig maakt. Dankzij de grote neusgaten is de reukzin zeer goed ontwikkeld, en saiga's kunnen vochtige graslanden, waar net neerslag is gevallen, van een afstand ruiken.
De saiga wordt 100 tot 140 centimeter lang, 60 tot 95 centimeter hoog en 23 tot 69 kilogram zwaar. De staart is zes tot twaalf centimeter lang.

## Biotoop en leefwijze
Saiga's leven op vlakke, droge steppen, hoogvlakten en halfwoestijnen in Mongolië, Kalmukkië, Kazachstan en aangrenzende delen van Turkmenistan en Oezbekistan. In de jaren '60 van de twintigste eeuw stierf de soort uit in China en saiga's kwamen tot in de middeleeuwen nog voor in Moldavië, Polen en Oekraïne. Fossiele vondsten wijzen uit dat het verspreidingsgebied van de saiga zich tijdens de laatste ijstijd zelfs uitstrekte van West-Europa tot in Alaska.
De saiga is een opportunistische herbivoor die leeft van grassen, kruiden, korstmossen en verscheidene andere steppeplanten, waaronder planten die voor andere hoefdieren giftig zijn. Ook eten ze bladeren, twijgen, knoppen en bast van lage struikjes. 's Winters eten ze droge twijgjes en verschrompelde blaadjes.
's Winters leven de saiga's in woestijngebieden, waar weinig sneeuw valt en relatief veel planten groeien. In het voorjaar trekken de dieren noordwaarts naar de voedselrijke steppen, en in de herfst trekken ze weer terug. Deze tochten kunnen tot wel duizend kilometer lang zijn. Tijdens deze tochten steken ze zelfs grote rivieren over. Tijdens de trektijd leeft de saiga in enorme kudden van tot wel tweehonderdduizend dieren, die zich in de overzomeringsgebieden opsplitsen in kleinere kudden, die uit enkele tientallen tot wel duizenden dieren kunnen bestaan. Gemiddeld bestaan deze kudden uit zo'n dertig tot veertig dieren. Ook buiten de trektijd leidt de saiga een nomadisch bestaan, waarbij de dieren wegtrekken bij te hoge predatiedruk, voedselgebrek of slecht weer. Op een dag kunnen ze zo'n veertig kilometer afleggen.
Bij gevaar vlucht de saiga weg. De vlucht begint met enkele sprongen, gevolgd door een snelle galop. De saiga kan snelheden bereiken van wel 70 tot 80 kilometer per uur, en is een van de snelste landdieren op aarde. Tijdens het rennen houdt de saiga zijn kop laag bij de grond, terwijl de neus zijdelings van links naar rechts zwaait. Saiga's rennen uitsluitend in een rechte lijn.

## Voortplanting
De bronsttijd begint in de eerste helft van november. Mannetjes leggen in deze periode een harem van vijf tot wel vijftig vrouwtjes aan, die hij beschermt tegen rivalen. Om een harem te veroveren, houden de mannetjes lange gevechten met de hoorns. Tijdens deze gevechten kunnen dieren zwaargewond raken. De slurfachtige neus van het mannetje is gezwollen en de klieren bij de ogen scheiden een donkere, plakkerige, sterk ruikende vloeistof af, die over de lange wimpers loopt. Tijdens de bronsttijd vast het mannetje: aan het begin is hij meestal goed doorvoed, maar hij vermagert sterk naarmate de bronst vordert. Aan het einde van een strenge winter sterven dan ook veel verzwakte en uitgeputte mannetjes, of vallen ten prooi aan wolven of stropers.
In april en mei, na een draagtijd van 140 tot 145 dagen, werpt het vrouwtje één, maar meestal twee jongen. Veel vrouwtjes werpen ongeveer tegelijkertijd, en in een periode van slechts tien dagen wordt zo'n 80% van alle jongen geboren. Het vrouwtje laat de twee kalveren achter, om een aantal keer op een dag weer terug te keren om ze voor een korte tijd te zogen.
Vrouwtjes zijn na zeven à acht maanden geslachtsrijp. Gemiddeld leven de dieren slechts drie à vier jaar.

## Bedreigingen
Vanaf de laatste ijstijd tot de 17e eeuw leefden er grote kudden saiga's op de Europese en Aziatische steppen. De westgrens van zijn leefgebied strekte zich nog in de 16e eeuw uit tot aan de voet van de Karpaten, en tot in de 18e eeuw zwierven er nog grote kudden over de steppen tussen de Wolga en de Oeral in Rusland. De laatste saiga's die hier voorkwamen stierven echter uit in de winter van 1928-1929. Er werd namelijk fel jacht op het dier gemaakt, vaak met behulp van jachthonden en afgerichte arenden. Hele kudden werden het ijs opgejaagd, waar ze werden doodgeknuppeld, of in doodlopende geulen gedreven, die aan het einde waren voorzien van scherpe palen, waartegen de dieren zich dooddrukten. Jacht gebeurde voornamelijk voor het vlees of voor de hoorns, die in China gelden als een ingrediënt voor traditionele medicijnen. De hoorns zouden namelijk een goed medicijn zijn tegen een beroerte. Deze jacht was zo intensief en het aantal dieren daalde zo sterk, dat een parasitaire vleesvlieg die was gespecialiseerd in deze antilope, uitstierf door gebrek aan gastheren.
In de jaren twintig en dertig werd het dier officieel beschermd in Rusland en Kazachstan, waarna hun aantal weer toenam van minder dan duizend dieren naar meer dan een miljoen exemplaren, waarvan de overgrote meerderheid in Kazachstan voorkomt. Begin jaren negentig, na het uiteenvallen van de Sovjet-Unie, daalde het aantal echter sterk, tot zo'n vijftigduizend dieren in 2003. De belangrijkste oorzaak hiervoor is de stroperij, voornamelijk gericht op de hoorns. Door het uiteenvallen van de Sovjet-Unie en de daaropvolgende economische malaise verdwenen de fondsen die de bescherming van de soort veilig stelden, en raakte de bevolking arm, waardoor stroperij een gemakkelijke bron van inkomsten was. Doordat enkel mannetjes hoorns dragen, worden er veel meer mannetjes dan vrouwtjes gedood, met scheve sekseverhoudingen en minder zwangerschappen tot gevolg.
Ook strenge winters, lange droogtes, zoönosen en habitatverlies eisen veel levens. Gelukkig planten saiga's zich snel voort. Vrouwtjes zijn vroeg geslachtsrijp en krijgen in de regel tweelingen, waardoor ze zich weer snel kunnen herstellen. Ook zijn er kleinschalige fokkerijen in China en Kalmukkië, waar wordt getracht de dieren te laten voortplanten.
In mei 2015 werd een groot aantal saiga's in Kazachstan getroffen door een mysterieuze epizoötie. Deze lijkt veroorzaakt te zijn door hemorragische bloedvergiftiging, een vorm van pasteurellose, dat verspreid kon worden door teken. Van de geïnfecteerde dieren overleed 100%, waardoor in één keer ca. 40% van de Kazachse populatie is overleden. Er zijn meer dan 134.000 gevallen gesignaleerd, terwijl de volledige populatie uit slechts 265.000 à 300.000 dieren bestond.
In 10 jaar tijd is 95% van de Saiga's uitgestorven

## Taxonomische noten
De Mongoolse saiga (Saiga tatarica mongolica) wordt meestal als een ondersoort van de saiga beschouwd, maar volgens Barysjnikov & Tichonov (1994) en Grubb (2005) zijn Mongoolse saiga's de enige nog levende afstammelingen van de "Pleistocene mammoetsteppesaiga" (Saiga borealis). Zij stellen dat de wetenschappelijke naam van de Mongoolse saiga in Saiga borealis mongolica veranderd moet worden, wat aangeeft dat de twee saiga's aparte soorten zijn.